# Rezerwat przyrody Zimna Woda (województwo dolnośląskie)
Rezerwat przyrody Zimna Woda – leśny rezerwat przyrody w gminie Lubin, w powiecie lubińskim, w województwie dolnośląskim. Znajduje się pomiędzy miejscowościami Zimna Woda i Lisiec, na gruntach zarządzanych przez Nadleśnictwo Legnica.
Zajmuje powierzchnię 60,34 ha (akt powołujący podawał 59,82 ha). Został powołany Zarządzeniem Ministra Ochrony Środowiska i Zasobów Naturalnych z 19 lutego 1987 roku (M.P. z 1987 r. nr 7, poz. 55, § 10). Według aktu powołującego, celem ochrony jest zachowanie naturalnych zbiorowisk grądowych z licznymi drzewami pomnikowymi oraz stanowisk wielu gatunków roślin chronionych i rzadkich.
Do najcenniejszych gatunków roślin spotykanych na terenie rezerwatu należą: podejźrzon marunowy, kukułka Fuchsa, listera jajowata, wawrzynek wilczełyko, pierwiosnek wyniosły, czosnek niedźwiedzi, śnieżyca wiosenna, a także niechronione, ale dość rzadkie na niżu – trybula lśniąca, żywiec cebulkowy i bez koralowy.